# Moustapha Akkad
Moustapha Akkad (arabisch مصطفى العقاد, DMG Muṣṭafā al-ʿAqqād; * 1. Juli 1930 in Aleppo; † 11. November 2005 in Amman) war ein syrischer Regisseur und Filmproduzent.

## Leben
Akkad wurde in Syrien geboren, als dieses noch unter französischer Herrschaft stand und ging mit 19 Jahren in die USA. An der UCLA studierte er Theaterwissenschaften. Er machte einen Abschluss (Master of Arts) an der University of Southern California. Seine erste Arbeit in Hollywood war 1962 die Regieassistenz von Sam Peckinpah für den Western „Ride the High Country“.
Er war im westlichen Ausland einer der bekanntesten arabischen Filmemacher. Neben der syrischen besaß er auch die US-amerikanische Staatsbürgerschaft. Bekannte Filme von ihm sind Omar Mukhtar – Löwe der Wüste und Mohammed – Der Gesandte Gottes beide mit Anthony Quinn. Er war ausführender Produzent der ersten acht Teile der Halloween-Filmreihe (1978–2002) und wie er selbst in einem Interview gestand, ein Fan deren Hauptfigur Michael Myers, um die er so lange er lebe weitere Fortsetzungen drehen würde.
Am 9. November 2005 wurde er bei dem Bombenanschlag auf das Hyatt-Hotel in Amman so schwer verletzt, dass er am 11. November 2005 starb. Bei diesem Anschlag kam auch seine Tochter Rima (34) ums Leben.
Kurz vor seiner Ermordung hatte er geplant, einen Film über Saladin zu drehen. Am 27. Februar 2012 wurde ihm in South Pasadena eine Sitzbank als Denkmal gewidmet.

## Filmografie
als Regisseur und Produzent:
- 1976: Mohammed – Der Gesandte Gottes (Mohammad, Messenger of God) (internationale Fassung)
- 1976: Mohammed – Der Gesandte Gottes (Ar-Risala) (arabische Fassung)
- 1980: Omar Mukhtar – Löwe der Wüste (Omar Mukhtar – Lion of the Desert)

als Ausführender Produzent:
- 1978: Halloween – Die Nacht des Grauens (Halloween)
- 1981: Halloween II – Das Grauen kehrt zurück (Halloween II)
- 1982: Halloween III (Halloween III: Season of the Witch)
- 1988: Halloween IV – Michael Myers kehrt zurück (Halloween 4: The Return of Michael Myers)
- 1989: Halloween V – Die Rache des Michael Myers (Halloween 5: The Revenge of Michael Myers)
- 1995: Halloween VI – Der Fluch des Michael Myers (Halloween: The Curse of Michael Myers)
- 1998: Halloween H20 (Halloween H20: 20 Years Later)
- 2002: Halloween: Resurrection